# Jaxson Ryker
 (juin 2021).
Pour les articles homonymes, voir Lail.
Chad Lail (né le 6 juin 1982 à Hickory en Caroline du Nord) est un catcheur américain professionnel plus connu sous le nom de Phil Shatter à la ROH ou Gunner à la TNA.
Il s'est fait connaitre à la Total Nonstop Action Wrestling où il a été Television Champion et World Tag Team Champion.

## Carrière

### Débuts (2001-2010)
Après avoir été militaire en Irak, Lail signe un contrat à la NWA Anarchy, il prendra le nom de Phil Shatter. 
Shatter était en rivalité avec Iceberg jusqu'au jour où il obtient un match pour le NWA Anarchy Heavyweight Championship face à Ace Rocwell, il remporta le match et le titre. Le 19 janvier 2009, il remporte le NWA National Heavyweight Championship contre Crusher Hansen, ce règne sera le plus long de l'histoire du titre. Il perdra le titre lors de Chance Prophet le 19 février 2011.

Avant de faire ses débuts à la TNA, il vaincra Chase Stevens pour remporter le SAW International Heavyweight Championship. En juin 2011, il rendit le titre vacant en raison de son emploi du temps.

### Ring of Honor (2010)
Il apparaitra une seule fois à la ROH, ce sera lors de The Big Bang! le 3 avril 2010, il battra Zack Salvation en match d'ouverture du Pay-Per-View.

### Total Nonstop Action Wrestling (2010-2015)

#### Début en tant qu'agent de sécurité (2010)

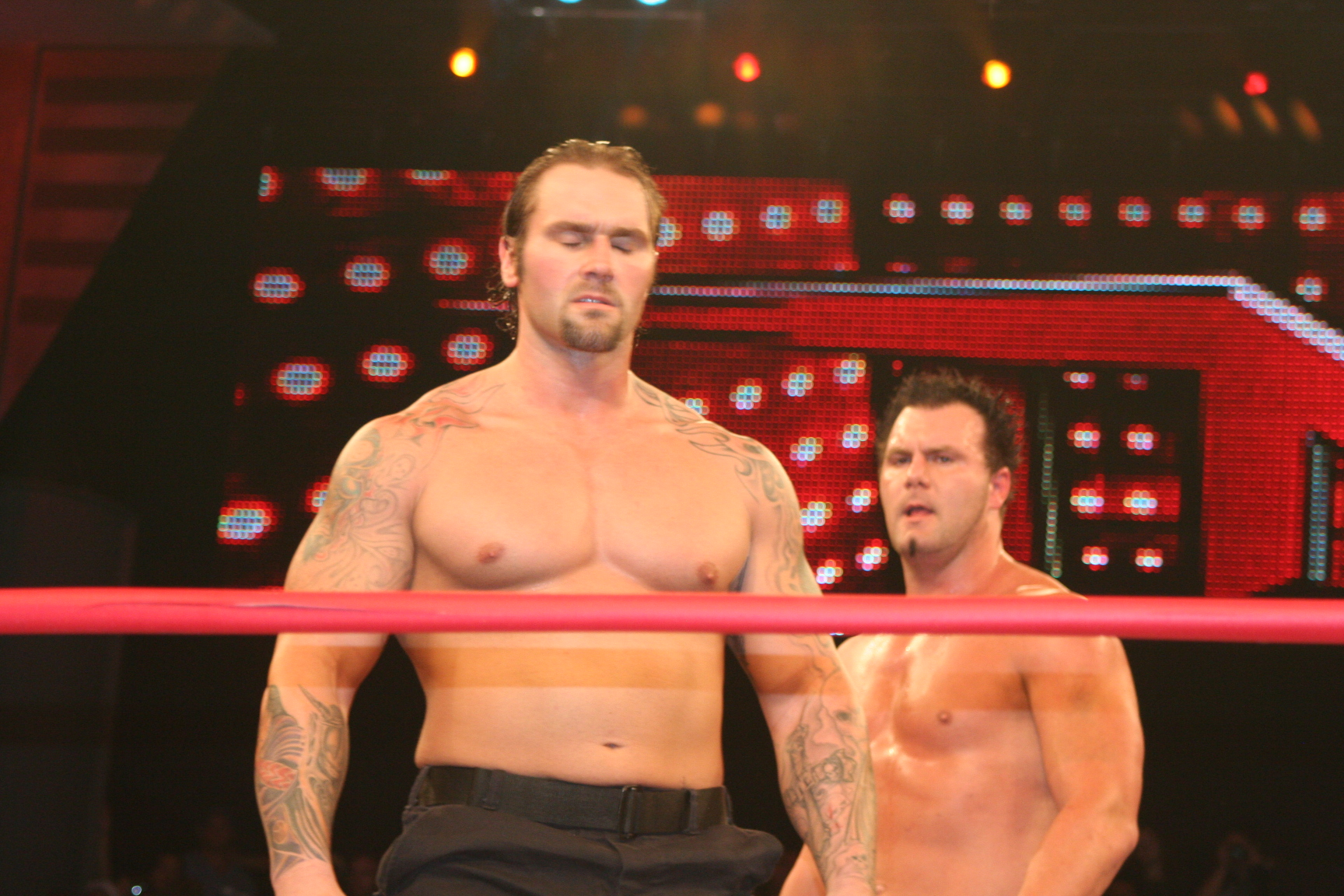
Gunner avec Murphy lors d'un show d'Impact

Il fait ses débuts à la TNA le 23 juin 2010 lors des enregistrements d'iMPACT! en tant que membre de la sécurité avec Mikael Judas, son futur partenaire. Lors des enregistrements du 29 juillet 2010, il change de nom en Gunner tandis que son partenaire, Mikael Judas, devient Murphy, les deux hommes interviennent lors d'un match opposant Jeff Hardy, Mr. Anderson & Matt Morgan, ils attaquent Hardy et Anderson, s'affirmant en tant que heel La semaine suivante, ils font équipe avec Matt Morgan et perdent un match amical face à Hardy et Anderson, après le match, ils abandonneront Morgan, le laissant seul sur le ring. Lors d'iMPACT! le 21 octobre 2010, ils s'allient a Jeff Jarrett et l'aident à vaincre Samoa Joe. Ils font la même chose lors de Turning Point. Lors du iMPACT! suivant, ils perdent un match handicap contre Samoa Joe.

#### Immortals (2010-2011)

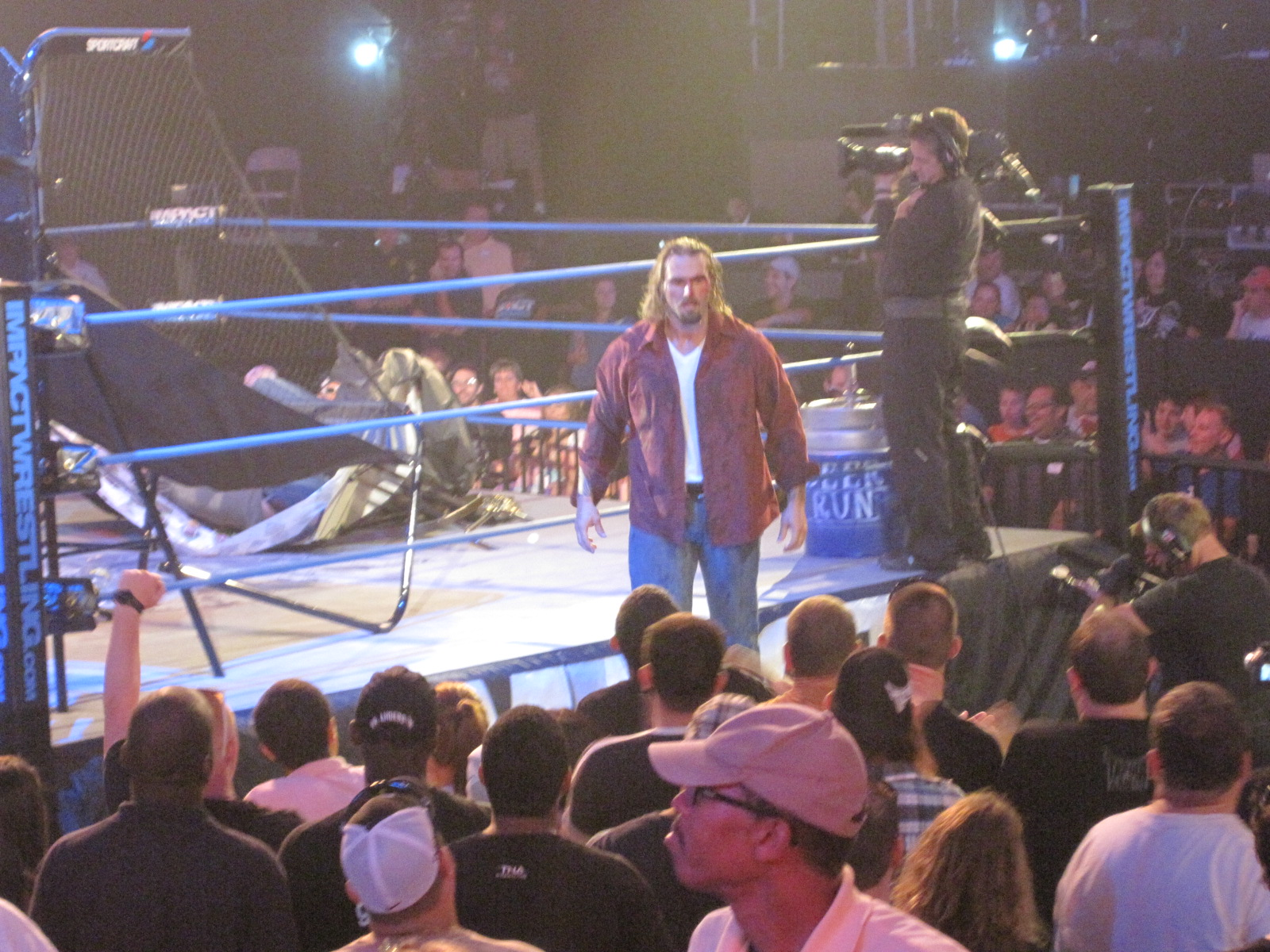
Gunner après avoir détruit Mr Anderson

Une fois la rivalité finie entre Jarrett et Joe, Gunner et Murphy rejoignent le clan Immortal. Ils remportent leur premier match à la TNA lors de TNA Xplosion le 9 décembre 2010 face à Ink Inc. (Jesse Neal & Shannon Moore).
Le 13 février 2011 lors d'Against All Odds, ils luttent pour la première fois en PPV, ils font équipe avec Rob Terry et font face à Beer Money Inc. (James Storm, Robert Roode) & Scott Steiner dans un 6-Man Tag Team Match, le match sera remporté par Storm, Roode & Steiner. En février, ils signent une année supplémentaire avec la TNA. Le 24 février 2011, lors de l'édition d'iMPACT!, ils battent Eric Young & Orlando Jordan pour obtenir leur premier match de championnat par équipe, titres alors détenus par Beer Money Inc.. Leur match de championnat aura lieu la semaine suivante, mais ils seront vaincus par les champions en titre.
Le 17 mars à Impact, Eric Bischoff organise un match entre Gunner, Murphy et Rob Terry pour le TNA Television Championship alors vacant, Gunner gagne le match et remporte donc son premier titre à la TNA,. Il défend avec succès son titre face a Christopher Daniels à Impact! Le 5 mai à Impact il termine un match en No-Contest avec Bully Ray face à AJ Styles et Christopher Daniels. Le 26 mai à Impact, il perd son titre TV au profit de Eric Young. Le 9 juin à Impact, Gunner et  Mr. Anderson battent Sting & Eric Young, Gunner rivant les épaules du champion du monde de la TNA: Sting. La semaine suivante, il demande au nouveau TNA World Heavyweight Champion Mr. Anderson un match pour son titre avant de le faire passer à travers une table lorsque ce dernier refusa . Lors du maint event de cette soirée, il bat Mr. Anderson lors d'un match sans enjeu. Lors de Impact Wrestling du 23 juin, il défait Luke Gallows lors d'un dark match. Le 30 juin, il bat AJ Styles pour gagner 7 points pour les Bound for Glory Series. Le 21 juillet, il participe à un Ladder match qu'il perd contre Matt Morgan et comprenant aussi Samoa Joe et AJ Styles. Le 28 juillet, à Impact Wrestling, il perd face à Rob Van Dam dans un Bound for Glory Series Match. Le 25 août il remporte un match avec Immortal (Bully Ray et Scott Steiner) face à Fortune (AJ Styles et Beer Money, Inc.) pour les Bound for Glory Series. Le 1e septembre à Impact, il bat Rob Van Dam dans un BFG Series match.

#### Alliance avec Kid Kash et inactivité (2012-2013)
Lors de Genesis, il bat Rob Van Dam. Le 19 janvier à Impact, il gagne contre A.J. Styles. Le 12 février 2012 lors d'Against All Odds, il bat Garett Bischoff. Le 8 mars à Impact, il perd avec Kurt Angle contre Garett Bischoff et Jeff Hardy. Le 15 mars à Impact, il perd contre James Storm. Le 12 avril à Impact, il gagne contre Mr. Anderson par Disqualification. Le 15 avril lors de Lockdown, il perd avec Eric Bischoff, Bully Ray, Frankie Kazarian et Christopher Daniels contre la Team Garrett lors d'un Lethal Lockdown match. Le 19 avril à Impact, il perd contre Brother Devon et ne remporte pas le TNA Television Championship. Le 17 mai à Impact, il participe à une bataille remportée par A.J. Styles. Lors de Xplosion le 23 mai, il perd contre Eric Young. Le 24 mai à Impact, il perd contre Rob Van Dam.
Il fait son retour après 1 mois d'absence, le 26 juillet à Impact en attaquant Chavo Guerrero. Lors de Hardcore Justice, il perd avec Kid Kash contre Chavo Guerrero et Hernandez. Le 28 août à Impact, il bat Kris Lewie. Le 4 octobre à Impact, il perd contre Mr. Anderson. Le 18 octobre à Impact, il perd avec Kid Kash contre Chavo Guerrero et Hernandez.

#### Alliance avec James Storm (2013)
Il fait son retour après sept mois d'absence le 23 mai 2013 à Impact, en attaquant Shark Boy et Robbie E effectuant un Face Turn. Il fut ensuite sélectionné par James Storm pour être son partenaire par équipe lors de Slammiversary. Lors de Slammiversary, Gunner et James Storm battent Austin Aries & Bobby Roode, Chavo Guerrero & Hernandez et Bad Influence (Christopher Daniels et Kazarian) dans un Fatal-Four Way Tag team match pour remporter les TNA World Tag Team Championship. Lors de Bound for Glory, ils perdent les TNA World Tag Team Championship contre The BroMans (Jessie Godderz et Robbie E). Le 31 octobre à Impact, il perd avec James Storm contre The BroMans (Jessie Godderz et Robbie E) et ils ne remportent pas les titres par équipe de la TNA. Le 28 novembre à Impact, il perd avec James Storm, Kurt Angle et Magnus contre Chris Sabin et The E.G.O par disqualication. Le 5 décembre à Impact, il perd avec James Storm contre The BroMans (Jessie Godderz et Robbie E).

#### Rivalité avec James Storm, Alliance avec Samuel Shaw et Départ (2013-2015)
Le 12 décembre, Gunner remporte une des quatre mallettes lors du Feast or Fired match (tout comme Zema Ion, Chavo Guerrero et Ethan Carter III). Le 26 décembre à Impact, il affronte James Storm mais le match se termine en nul. Le 2 janvier à Impact, il perd avec Kurt Angle contre Bobby Roode et James Storm. Lors de Genesis partie 1, il gagne avec Eric Young, James Storm, Joseph Park, ODB et Samoa Joe contre Christopher Daniels, Kazarian, Jessie Godderz, Robbie E, Lei'D Tapa et Zema Ion.
Le 20 février à Impact, Il encaisse son contrat Feast or Fired contre Magnus mais perd à la suite d'une intervention de James Storm et ne remporte pas le championnat du monde poids-lourds de la TNA. Lors de Lockdown 2014, il bat James Storm. Lors de Sacrifice 2014, il bat James Storm dans un I Quit Match. Le 1er mai à Impact, il bat Mr. Anderson et plus tard dans la soirée, il perd contre Bobby Roode. Le 29 mai à Impact, il gagne avec Mr. Anderson contre The BroMans (Jessie Godderz et Robbie E).
Le 19 juin 2015, la TNA annonce son départ de la fédération.

### World Wrestling Entertainment (2017-2021)

#### The Forgotten Sons (2017-2020)
Le 29 mai 2017, il est annoncé que Lail vient de signer un contrat avec la WWE, il sera envoyé dans la branche de développement NXT. Le 29 juin lors d'un live event, il dispute son premier match en perdant contre No Way Jose. Il passa le reste de l'année 2017 et le début de l'année 2018 à ne faire aucune apparitions télévisées, uniquement des apparitions en live event. En octobre 2017, il commence à faire équipe avec Wesley Blake et Steve Cutler, formant le clan The Forgotten Sons. En février 2018, Lail devient Jaxson Ryker.
Le 29 août à NXT, les Forgotten Sons font leurs débuts télévisés lors d'un segment en coulisses avec le manager général de NXT William Regal. La semaine suivante, Blake et Cutler battent The Street Profits à la suite d'une distraction de Shane Thorne. le 19 septembre à NXT, Ryker effectua ses débuts dans le ring en battant Humberto Carrillo. Le 3 octobre à NXT, le trio bat Vinny Mixon, Cesar Rise & Torrey Kirsh.
Blake & Cutler representent le groupe lors du tournoi Dusty Rhodes Tag Team Classic 2019, ils battent Danny Burch et Oney Lorcan lors du premier tour et Moustache Mountain lors du deuxième tour avant de perdre en finale contre Aleister Black et Ricochet. Le 3 avril à NXT, Ryker bat Lorcan avant de battre Burch la semaine suivante. Le 24 avril à NXT, Ryker se fait disqualifier lors d'un match face à Carillo. Lorcan et Burch ont fait fuir les Forgotten Sons par la suite. Ce qui mena à un six-man tag team match la semaine suivante lors duquel les Forgotten Sons ont battu Burch, Lorcan et Carrillo.
Lors de NXT TakeOver: XXV, Cutler & Blake perdent lors d'un four-way ladder match face aux Street Profits, ce match impliquait aussi Lorcan & Burch et l'Undisputed Era et avait pour enjeu les championnats par équipe de la NXT. Cutler et Blake entrèrent dans le Dusty Rhodes Tag Team Classic (2020) mais furent éliminés au premier tour par IMPERIUM.
Le 10 avril 2020 à SmackDown, les Forgotten Sons firent leurs débuts dans le roster principal, Blake & Cutler battant la Lucha House Party (Gran Metalik et Lince Dorado). Le 1er mai à SmackDown, ils battent les champions par équipe de Smackdown, le New Day (Big E et Kofi Kingston). Ce qui mena à un four-way tag team match à Money in the Bank impliquant aussi la Lucha House Party, et John Morrison et The Miz pour les championnats par équipe de SmackDown, ce match fut remporté par le New Day,.
Peu après, le trio commença à se promouvoir comme de vrais patriotes américains, cependant ce gimmick fut abandonné à la suite d'un tweet de Ryker montrant son soutien au président des États-Unis Donald Trump, en plein mouvement Black Lives Matter ce qui mena à la mise à l'écart du clan, Ryker étant très mal vu en coulisses après ça.
Le 4 décembre à SmackDown, le clan est officiellement séparé, Blake et Cutler effectuant leur retour sans Ryker aux côtés de King Corbin et changeant plus tard de nom d'équipe en The Knights of the Lone Wolf.

#### Débuts àRaw, alliance avec Elias,Face Turnet départ (2020-2021)
Le 21 décembre à Raw, il dispute son premier match dans le show rouge en battant Gran Metalik.
Le 1er février 2021 à Raw, Elias et lui forment une alliance, mais perdent face à Jeff Hardy et Carlito.
Le 9 avril à SmackDown special WrestleMania, il ne remporte pas la Andre the Giant Memorial Battle Royal, gagnée par Jey Uso. Le 31 mai à Raw, Elias et lui ne remportent pas les titres par équipe de Raw, battus par Omos et AJ Styles. Après le combat, le guitariste met fin à son alliance avec lui. La semaine suivante à Raw, il attaque Elias durant sa représentation musicale, puis le bat, effectuant ainsi un Face Turn.
Le 18 novembre 2021, il est renvoyé par la WWE.

## Palmarès[1]
- American Pro Wrestling

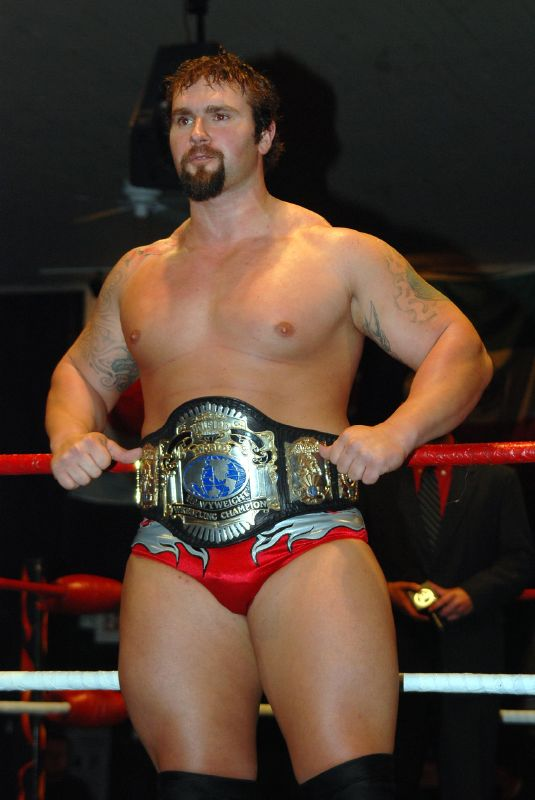
Chad Lail avec le NWA Anarchy Heavyweight Championship

  - 2 fois APW Chester Heavyweight Champion

- East Coast Championship Wrestling
  - 1 fois ECCW Tag Team Champion

- GWX Wrestling
  - 1 fois GWX World Heavyweight Champion

- National Wrestling Alliance
  - Future Legends Cup (2010)

- NWA Anarchy
  - 1 fois NWA Anarchy Heavyweight Champion
  - 1 fois NWA Anarchy Tag Team Champion (avec Kimo et Abomination)

- NWA Charlotte
  - 1 fois NWA Mid-Atlantic Heritage Champion

- NWA East
  - 1 fois NWA National Heavyweight Champion

- Pro Wrestling Xperience
  - 1 fois PWX Innovative Television Champion (actuel)

- Showtime All-Star Wrestling
  - 1 fois SAW International Heavyweight Champion

- Southern Wrestling Association
  - Rhymer Cup (2016) avec John Skyler

- Total Nonstop Action Wrestling
  - 1 fois TNA Television Championship
  - 1 fois TNA World Tag Team Championship avec James Storm
  - Feast or Fired (2013 - TNA World Heavyweight Championship)
  - World Cup of Wrestling (2014) avec Bully Ray, Eddie Edwards, Eric Young et ODB
  - TNA World Cup (2015) avec Crazzy Steve, Davey Richards, Gail Kim, Jeff Hardy et Rockstar Spud
  - TNA Classic (2015)
- WrestleForce
  - 1 fois WrestleForce Champion (actuel)[35]

## Récompenses des magazines
- Pro Wrestling Illustrated

| Année | 2008 | 2009 | 2010 | 2011 | 2012 | 2013 | 2014 | 2015 | 2016 à 2018 | 2019 | 2020       |
| ----- | ---- | ---- | ---- | ---- | ---- | ---- | ---- | ---- | ----------- | ---- | ---------- |
| Rang  | 464  | 239  | 97   | 59   | 55   | 86   | 40   | 134  | Non classé  | 370  | Non classé |

## Vie privée
Lail est marié à la lutteuse pro Jayme Jameson le 20 août 2012, ils ont une fille ensemble et résident près de Charlotte, Caroline du Nord.